# Manifest (serie televisiva)
Manifest è una serie televisiva statunitense ideata da Jeff Rake, in onda dal 24 settembre 2018 al 2 giugno 2023 sulla NBC per le prime tre stagioni mentre la quarta viene distribuita su Netflix. La serie racconta di un misterioso volo scomparso per cinque anni e tornato improvvisamente senza che i passeggeri siano invecchiati.
I fatti narrati sono parzialmente ispirati alla vicenda del Volo Pan Am 914 che, partito da New York il 2 luglio 1955 e diretto a Miami, scomparve nel nulla per poi riapparire misteriosamente il 9 marzo 1985(o 1992 secondo altre fonti) in Venezuela. Nonostante l'ampia visibilità di cui ha goduto tale storia nel corso degli anni, oggi è appurato si tratti di una bufala.

## Trama

### Prima stagione
Tutto ha inizio quando il volo 828 della Montego Air, partito dalla Giamaica e diretto a New York, scompare misteriosamente nel nulla. Quando l’aereo riappare e atterra regolarmente, i passeggeri scoprono con sgomento che per il mondo sono passati cinque anni e mezzo, mentre per loro è trascorso solo il tempo del volo. Le loro vite sono cambiate: famiglie divise, relazioni spezzate, figli cresciuti. Tra i passeggeri ci sono Ben Stone, sua sorella Michaela e il piccolo Cal, malato di leucemia. Iniziano tutti a sperimentare delle strane esperienze: "chiamate", visioni e voci interiori che li guidano verso azioni inspiegabili ma spesso salvifiche. Le chiamate sembrano avere uno scopo più grande, una sorta di forza superiore che li guida. Mentre Ben cerca risposte, Michaela si ritrova coinvolta in misteri sempre più intricati e riaccende la relazione con Jared, ora sposato. Intanto la dottoressa Saanvi Bahl, anche lei passeggera, inizia a indagare sulle cause scientifiche di ciò che sta accadendo, scoprendo anomalie genetiche nel sangue dei sopravvissuti. Si delinea un nuovo orizzonte fatto di mistero, fede e scienza, e comincia a circolare una teoria inquietante: i passeggeri potrebbero avere una "data della morte", esattamente 5 anni e mezzo dopo il loro ritorno.

### Seconda stagione
Il mistero si approfondisce. Le chiamate diventano più frequenti e complesse, spesso mettendo in pericolo chi le riceve. I passeggeri iniziano a sospettare che le chiamate siano una forma di prova morale: chi le segue potrebbe salvarsi, chi le ignora rischia di soccombere. Entra in scena Zeke Landon, un uomo scomparso in circostanze simili e tornato dopo un anno. Anche lui ha le chiamate. Nonostante la sua instabilità iniziale, Zeke diventa una figura chiave nella vita di Michaela, fino a innamorarsene. Il suo tempo, però, sta per scadere: anche lui ha una data della morte. Nel frattempo, alcuni passeggeri iniziano a radicalizzarsi. Nascono gruppi religiosi che venerano i passeggeri come profeti, mentre altri li vedono come minacce. Il governo inizia a monitorarli più da vicino. Alla fine della stagione, Zeke riesce miracolosamente a sopravvivere alla sua data di morte, dimostrando che seguire le chiamate può cambiare il destino.

### Terza stagione
Le scoperte diventano ancora più sconvolgenti. La coda dell’aereo viene ritrovata nell’oceano, mettendo in crisi ogni teoria. Se quella è la coda del volo 828, allora che cosa è atterrato a New York? L’ipotesi più scioccante prende forma: l’aereo potrebbe essere stato resuscitato o duplicato da una forza sconosciuta. Ben e Saanvi scoprono che il fenomeno potrebbe avere origini divine o quantistiche, e cercano risposte sia nella scienza che nella fede. Si introduce l’idea della Coscienza Divina, una sorta di entità che collega tutte le forme di vita e governa il flusso delle chiamate. La situazione precipita quando la passeggera Angelina Meyer, psicologicamente instabile, si convince di essere una prescelta. Manipola i segnali divini a suo favore e, in un gesto estremo, uccide Grace, la moglie di Ben, e rapisce Eden, la loro bambina. La stagione si conclude con Cal che tocca la coda dell’aereo e scompare, per poi riapparire pochi minuti dopo, ma cresciuto di cinque anni, come se avesse vissuto in un’altra dimensione.

### Quarta stagione
Passano due anni. Ben è distrutto dalla perdita di Grace e ossessionato dalla ricerca di Eden. La società ha voltato le spalle ai passeggeri, ora emarginati e visti come minacce. Il governo li sorveglia e li rinchiude in una sorta di campo di controllo, mentre le chiamate diventano sempre più intense e apocalittiche. Angelina continua la sua discesa nella follia e si convince di dover causare la fine del mondo per realizzare il piano divino. Le sue azioni provocano una serie di catastrofi che colpiscono anche i passeggeri innocenti. Nel frattempo, Saanvi, Cal e Michaela cercano di decifrare i messaggi delle chiamate. Si scopre che Cal è il Drago, una figura centrale nella battaglia tra il bene e il male. Il suo ritorno in forma adolescente lo rende ancora più legato alla coscienza divina. Il tempo stringe: la data della morte definitiva – per tutti i passeggeri – si avvicina: 2 giugno 2024.
Arriva il giorno del giudizio. Tutti i passeggeri si ritrovano in un luogo isolato. Un portale dimensionale si apre e ricompone l’aereo del volo 828. I passeggeri salgono a bordo e vengono giudicati da una forza superiore: chi ha seguito le chiamate e vissuto secondo giustizia viene salvato; chi ha fallito, scompare in cenere. Alla fine, i sopravvissuti vengono trasportati indietro nel tempo, al giorno originale dell'atterraggio, nel 2013. Il mondo non ricorda nulla, ma loro sì. È come se avessero ricevuto una seconda possibilità per vivere le loro vite in modo più giusto e consapevole. La serie si chiude con un senso di speranza: il destino può essere riscritto, ma solo se si è disposti ad ascoltare il proprio scopo più profondo.

## Episodi
| Stagione         | Episodi | Prima TV USA | Prima TV Italia |
| ---------------- | ------- | ------------ | --------------- |
| Prima stagione   | 16      | 2018-2019    | 2018-2019       |
| Seconda stagione | 13      | 2020         | 2020            |
| Terza stagione   | 13      | 2021         | 2021            |
| Quarta stagione  | 20      | 2022-2023    | 2022-2023       |

## Personaggi e interpreti

### Personaggi principali
- Michaela Stone (stagioni 1-4), interpretata da Melissa Roxburgh, doppiata da Gaia Bolognesi: Michaela è una detective del NYPD e sorella minore di Ben Stone. Quando il volo 828 atterra misteriosamente cinque anni dopo la partenza, Michaela torna a casa trovando un mondo che è andato avanti senza di lei: il fidanzato Jared ha sposato la sua migliore amica, e la sua carriera è in stallo. Fin da subito comincia a ricevere le Chiamate (Callings), messaggi mentali che sembrano guidarla verso situazioni da risolvere. Inizialmente diffidente, diventa progressivamente una delle più ferventi sostenitrici del loro significato. Durante la serie, affronta una profonda crisi personale: è combattuta tra il senso di colpa per la morte della sua amica Evie, la tensione con Jared e la nuova relazione con Zeke Landon, un uomo che ha vissuto un’esperienza simile alla loro. Sceglie di stare con Zeke e lo sposa. Dopo la morte di Grace e la scomparsa di Cal, Michaela diventa un pilastro della famiglia Stone. Nella quarta stagione è una delle leader morali del gruppo dei passeggeri, determinata a salvare tutti prima della scadenza della Death Date.
- Ben Stone (stagioni 1-4), interpretato da Joshua Dallas, doppiato da Francesco Pezzulli:  Professore universitario di matematica, Ben è il fratello di Michaela e padre di famiglia. All’atterraggio del volo 828, scopre che la sua figlia Olive è cresciuta di cinque anni, sua moglie Grace ha quasi voltato pagina con un altro uomo, e il suo figlio malato Cal è inspiegabilmente guarito. Ossessionato dalle Chiamate, cerca spiegazioni scientifiche e spirituali. Diventa il punto di riferimento per gli altri passeggeri, coordinando ricerche e missioni. Con il passare delle stagioni, Ben attraversa momenti di profonda disperazione: la morte di Grace per mano di Angelina, il rapimento della figlia Eden e la perdita di controllo sul proprio equilibrio lo portano a compiere azioni sempre più estreme. Nella quarta stagione si isola, abbandonando temporaneamente il ruolo di guida. Torna a essere attivo quando Eden viene ritrovata, e nel finale svolge un ruolo decisivo nella salvezza del gruppo e nel destino del figlio Cal.
- Grace Stone (stagioni 1-3, guest star stagione 4), interpretata da Athena Karkanis, doppiata da Eleonora Reti: Grace è la moglie di Ben e madre di Olive, Cal ed Eden. Durante i cinque anni in cui il volo 828 è scomparso, ha affrontato il lutto e ha iniziato una relazione con un altro uomo, Danny, tentando di dare stabilità a Olive. Al ritorno di Ben e Cal, si trova in una situazione emotivamente difficile, cercando di ricostruire la famiglia. Dopo una fase iniziale di conflitto, torna a legarsi profondamente al marito e si impegna a comprendere le Chiamate. Nel corso della terza stagione, rimane incinta ed Eden nasce dopo l’arrivo del volo. Tuttavia, la sua vita finisce tragicamente quando Angelina la uccide per prendere la bambina, convinta che Eden sia un'entità divina. La sua morte ha un impatto devastante su Ben e Cal, segnando una svolta oscura nella storia.
- Jared Vasquez (stagioni 1-4), interpretato da J. R. Ramirez, doppiato da Stefano Crescentini: Jared è un detective della polizia e, prima del volo 828, era il fidanzato di Michaela. Dopo la scomparsa dell’aereo, si sposa con Lourdes, migliore amica di Michaela, ma il ritorno di quest’ultima riapre vecchie ferite. Durante le prime stagioni, Jared si trova diviso tra la legge e la lealtà verso Michaela e il resto dei passeggeri. Sebbene all’inizio sembri ostile verso le Chiamate, col tempo accetta l’esistenza del fenomeno e diventa un alleato attivo. Partecipa a missioni rischiose e mantiene una posizione ambigua fino alla fine. In un futuro alternativo non visto, dovrebbe tornare al suo ruolo originale dopo il reset del tempo alla fine della quarta stagione.
- Olive Stone (stagioni 1-4), interpretata da Luna Blaise, doppiata da Emanuela Ionica: Olive è la figlia maggiore di Ben e Grace e sorella gemella di Cal. Poiché non era sul volo 828, quando Ben e Cal ritornano lei è ormai un’adolescente, mentre suo fratello è ancora un bambino. Questo squilibrio temporale provoca inizialmente distanza e incomprensione con il resto della famiglia. Nel tempo, però, Olive si riavvicina e diventa essenziale nella decifrazione dei simboli, miti e riferimenti religiosi connessi alle Chiamate. Nel corso della serie, lavora a stretto contatto con il fidanzato TJ e con Saanvi per analizzare antichi testi, manufatti e scoperte archeologiche. Diventa una figura chiave nella comprensione del legame tra i passeggeri e l’origine delle Chiamate, soprattutto nella stagione 4. Dopo la morte della madre, Olive assume un ruolo più maturo all'interno della famiglia e protegge Eden durante la fuga da Angelina.
- Cal Stone (stagioni 1-4), interpretato da Jack Messina (stagioni 1-4) e da Ty Doran (stagioni 3-4), doppiato da Alessandro Carloni (stagioni 1-3) e da Giulio Bartolomei (stagione 4): Cal è il figlio di Ben e Grace, gemello di Olive. Prima della scomparsa del volo, era gravemente malato di leucemia. Dopo il ritorno, la sua malattia sembra scomparsa, e Cal mostra una connessione unica e intensa con le Chiamate, spesso anticipando o comprendendo eventi prima degli altri. Per questo motivo viene considerato “speciale” dagli altri passeggeri e da coloro che indagano sul mistero. Durante la terza stagione, Cal scompare improvvisamente e riappare sotto forma adulta, senza spiegazioni apparenti. Si scopre che ha viaggiato nel tempo ed è ora un giovane uomo. Da adulto, Cal porta con sé un peso enorme: è l’unico in grado di salvare gli altri passeggeri dalla morte. Nella fase finale della serie, sacrifica sé stesso per impedire la fine del mondo causata dallo squilibrio delle Chiamate. Nel nuovo futuro ricreato nel finale, Cal torna bambino, libero dal destino segnato.
- Saanvi Bahl (stagioni 1-4), interpretata da Parveen Kaur, doppiata da Valentina Favazza e da Barbara Pitotti (Stagione 1 ep.14-16): Saanvi è una brillante dottoressa e ricercatrice. Al momento del volo 828 stava lavorando a una cura sperimentale per il cancro, e al ritorno è ossessionata dal bisogno di spiegare scientificamente le Chiamate. È tra i primi a collegare gli eventi mistici a dati medici, biologici e magnetici. Collabora con la NSA e il Progetto Eureka, e arriva a condurre esperimenti rischiosi, che la portano a causare la morte della "Major", una spia governativa. Nel tempo, Saanvi sviluppa un conflitto interiore tra la sua visione razionale e le implicazioni spirituali delle Chiamate. Rinuncia volontariamente alle sue Chiamate in un tentativo disperato di comprendere meglio l'origine del fenomeno, ma se ne pente. Nell'ultima stagione, ritorna a credere nel valore delle Chiamate e aiuta Cal nella missione finale. Alla fine, viene salvata insieme agli altri e nel passato ricongiunto, riprende la sua relazione con Alex.
- Zeke Landon (stagioni 2-4, ricorrente stagione 1), interpretato da Matt Long, doppiato da Marco Vivio: Zeke entra nella serie nella seconda stagione. Non era un passeggero del volo 828, ma ha avuto un'esperienza simile: è scomparso in montagna e riapparso un anno dopo, anche lui soggetto alle Chiamate. Ex tossicodipendente, lotta con il senso di colpa per la morte della sorella. Incontra Michaela e i due si innamorano, arrivando a sposarsi. Zeke acquisisce un'abilità particolare: riesce a sentire le emozioni e il dolore delle persone intorno a lui. Quando la sua Death Date si avvicina, riesce misteriosamente a superarla, diventando il primo a “sfuggire” al destino. Nella stagione finale, sacrifica la propria vita per salvare Cal, assorbendo il suo dolore attraverso l’empatia e morendo al suo posto. Nel finale alternativo temporale, il sacrificio viene annullato e Zeke torna in vita.
- Angelina Meyer (stagioni 3-4), interpretata da Holly Taylor, doppiata da Chiara Oliviero: Angelina è una passeggera dell’828 che torna in una famiglia profondamente religiosa e repressiva. Dopo essere stata rinchiusa dai genitori, viene salvata da Michaela e accolta dai Stone. Tuttavia, inizia a sviluppare convinzioni fanatiche e una relazione ossessiva con la neonata Eden, che crede essere inviata da Dio. La sua deriva religiosa sfocia in comportamenti sempre più instabili. Alla fine della terza stagione, uccide Grace e rapisce Eden. Nella stagione 4 diventa la principale antagonista, diffondendo il terrore tra i passeggeri e contribuendo al caos che rischia di condurre alla fine del mondo. Nel finale viene sopraffatta dalle stesse forze che ha cercato di dominare, e muore nel tentativo fallito di controllarle.
- Robert Vance (stagione 4, ricorrente stagioni 1-3), interpretato da Daryl Edwards, doppiato da Nicola Marcucci: Robert Vance è il direttore della NSA e inizialmente incaricato di indagare sul ritorno del volo 828. All'inizio appare come un uomo freddo e autoritario, considerando i passeggeri una possibile minaccia nazionale. Tuttavia, mostra fin da subito una mente lucida e una certa apertura al dialogo con Ben Stone. Durante la prima stagione, dopo aver collaborato con Ben per salvare alcuni passeggeri usati come cavie, viene dato per morto in un’esplosione. In realtà, ha finto la sua morte per continuare le indagini da dietro le quinte. Nella seconda e terza stagione, torna in scena e diventa uno degli alleati principali dei protagonisti. Guida il Progetto Eureka, studiando i fenomeni del volo e il misterioso zaffiro, ma senza mai perdere il rispetto per le persone coinvolte. Protegge Ben, Saanvi e Cal dalle forze governative più aggressive. Nella quarta stagione, resta un punto fermo mentre il governo inizia a perseguitare i passeggeri. Pur non ricevendo Chiamate, li sostiene attivamente e aiuta a mantenere il fragile equilibrio tra scienza, sicurezza e umanità. Nel finale, quando la linea temporale si resetta al 2013, è tra i pochi a ricordare tutto e sceglie di restare in silenzio, permettendo ai passeggeri di ricominciare le loro vite senza interferenze.

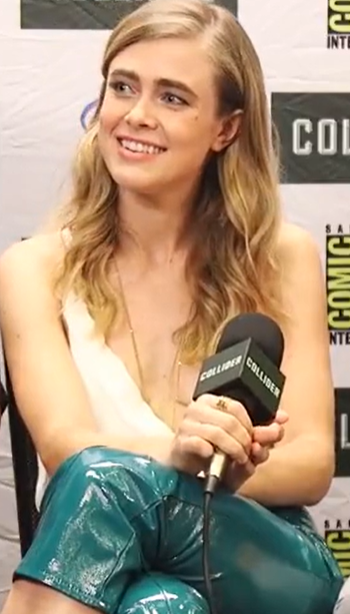
Melissa Roxburgh interpreta Michaela Stone.
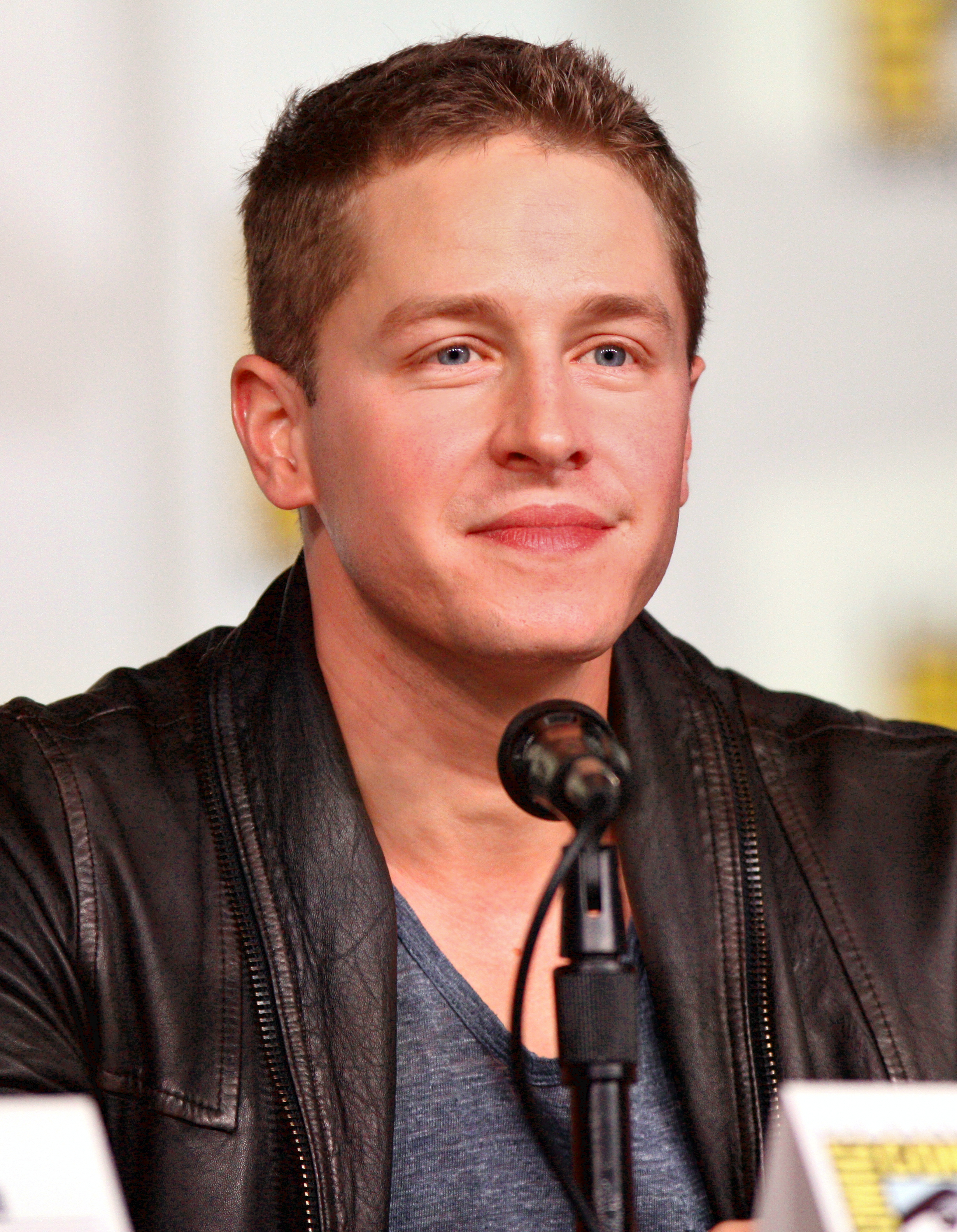
Josh Dallas interpreta Ben Stone.
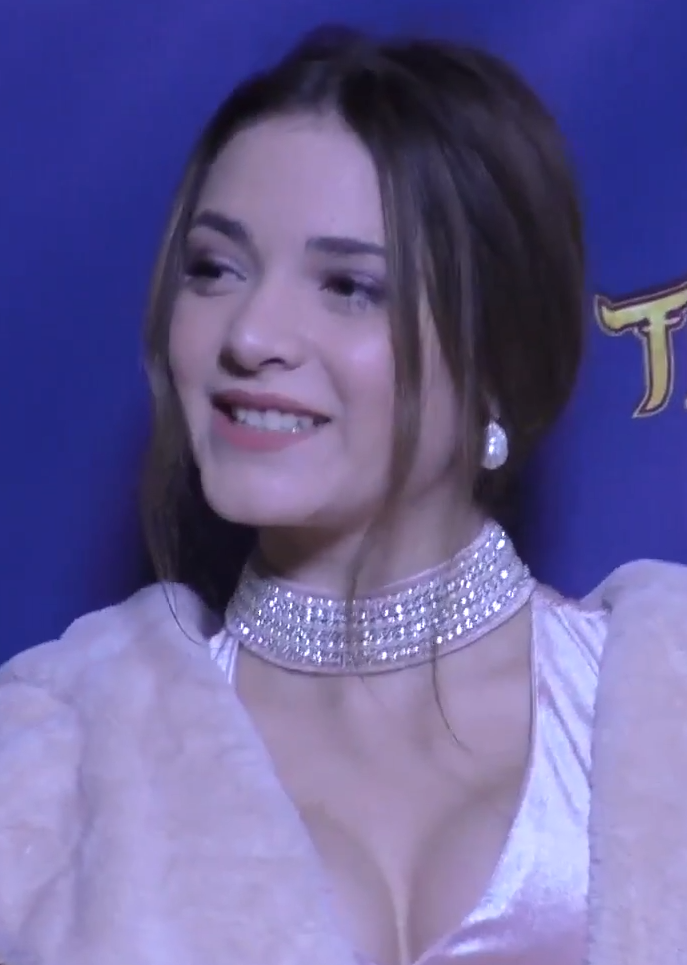
Luna Blaise interpreta Olive Stone.
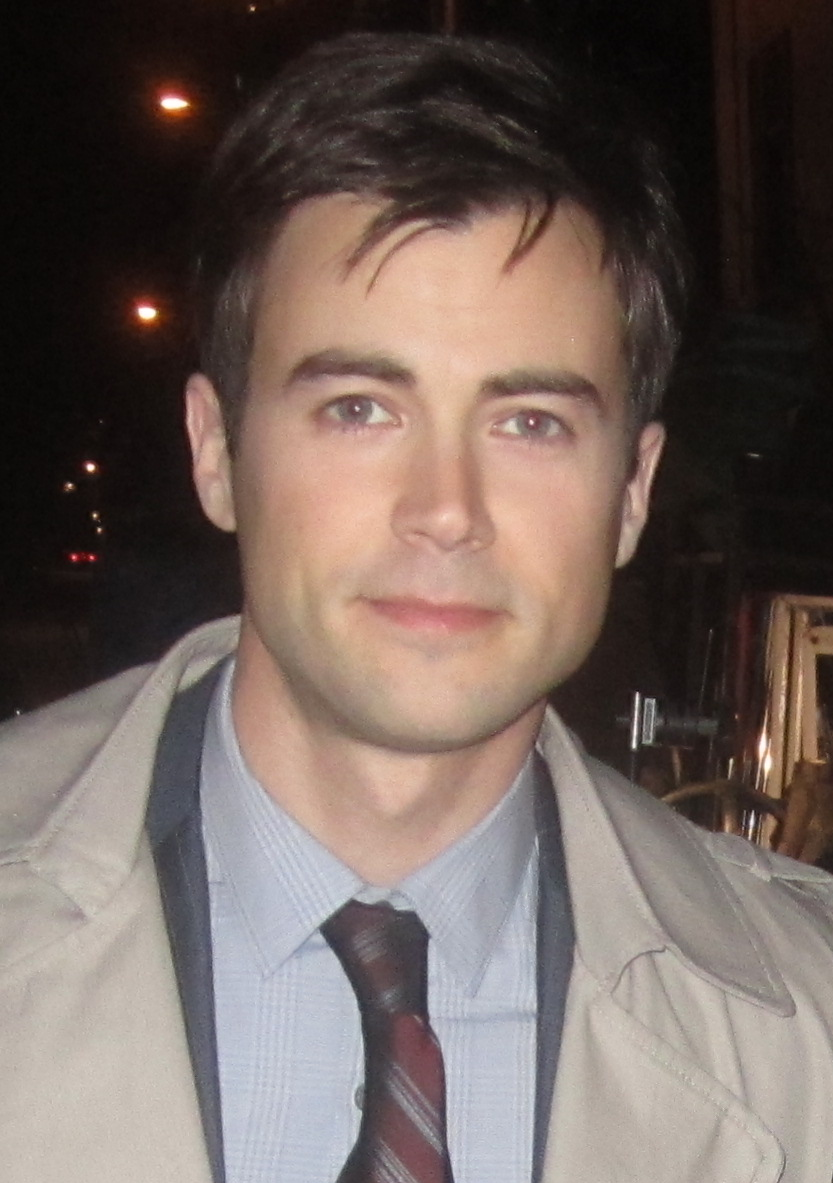
Matt Long interpreta Zeke Landon.
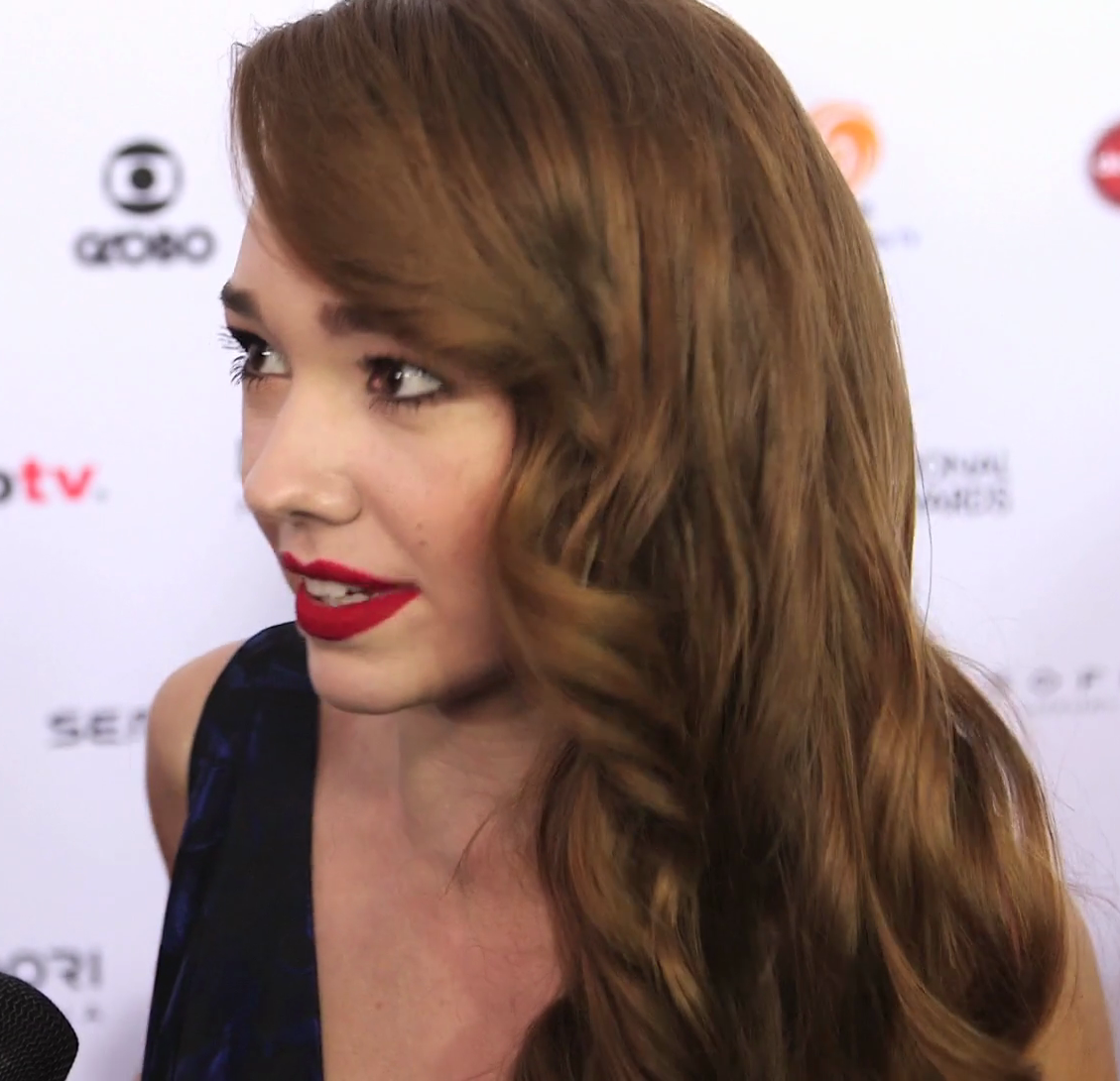
Holly Taylor interpreta Angelina Meyer.

### Personaggi secondari

#### Introdotti nella prima stagione
- Bill Daly (stagioni 1, 3-4), interpretato da Frank Deal, doppiato da Sergio Lucchetti (stagioni 1, 3) e da Enzo Avolio (stagione 4): il pilota del volo 828. Dopo essere scomparso nella prima stagione, riappare improvvisamente per un momento nella cabina di pilotaggio del volo 828.
- Capitano Riojas (stagione 1), interpretato da Alfredo Narciso, doppiato da Andrea Lavagnino: il capitano di polizia del 129º distretto del NYPD, dove lavorano Michaela e Jared.
- Lourdes (stagione 1), interpretata da Victoria Cartagena, doppiata da Federica De Bortoli: ex migliore amica di Michaela che ha sposato Jared dopo la scomparsa di Michaela.
- Tim Powell (stagioni 1, 3), interpretato da Tim Moriarty, doppiato da Stefano Billi: il vicedirettore della NSA, agenzia nazionale di sicurezza.
- Isaiah (stagioni 1-2), interpretato da Olli Haaskivi, doppiato da Gianfranco Miranda: membro appassionato ma fragile della Chiesa dei Redivivi. Appicca un incendio in una discoteca per mostrare agli altri che i passeggeri del volo 828 sono miracoli.
- Fiona Clarke (stagioni 1, 4), interpretata da Francesca Faridany, doppiata da Claudia Catani: scienziata del volo 828 coinvolta nei sistemi dinamici unificati e nel progetto Singularity.
- Adrian Shannon (stagioni 1-4), interpretato da Jared Grimes, doppiato da Stefano Alessandroni: passeggero del volo 828 ed è un imprenditore che forma la Chiesa dei Redivivi.
- Kathryn Fitz / Il maggiore (stagioni 1-2), interpretata da Elizabeth Marvel, doppiata da Roberta Pellini: donna alla guida di un'entità governativa che sta cercando di armare le chiamate che gli 828 passeggeri sperimentano frequentemente.
- Troy Davis (stagioni 1-4), interpretato da Ed Herbstman, doppiato da Francesco Sechi: tecnico di laboratorio che lavora con Saanvi per risolvere il mistero delle mutazioni dei passeggeri 828.

#### Introdotti nella seconda stagione
- Kate Bowers (stagioni 2-3), interpretata da Andrene Ward-Hammond, doppiata da Emanuela Baroni: il capitano di polizia del 129º distretto del NYPD che succede a Riojas.
- Drea Mikami (stagioni 2-4), interpretata da Ellen Tamaki, doppiata da Alessia Amendola: nuova partner di Michaela al NYPD.
- TJ Morrison (stagioni 2, 4), interpretato da Garrett Wareing, doppiato da Alessandro Campaiola: studente universitario e passeggero del volo 828 che si avvicina a Olive e aiuta Ben a cercare di risolvere il mistero della scomparsa e del ritorno dell'aereo.
- Tamara (stagione 2), interpretata da Leah Gibson, doppiata da Barbara De Bortoli: barista che lavora in una taverna frequentata dagli Xiani.
- Billy (stagione 2), interpretato da Carl Lundstedt: il fratello di Tamara ed è uno degli Xiani.
- Jace Baylor (stagioni 2-3), interpretato da James McMenamin, doppiato da Michele Mancuso: spacciatore che in seguito ha rapito Cal come parte della sua vendetta su Michaela per aver interrotto la sua operazione di droga.
- Pete Baylor (stagioni 2-3), interpretato da Devin Harjes, doppiato da Davide Albano: fratello di Jace che assiste nella sua operazione di droga.
- Kory Jephers (stagioni 2-3), interpretato da DazMann Still, doppiato da Stefano Sperduti: autista di autobus alleato di Jace e Pete.
- Eden Stone (stagioni 2-4), nella quarta stagione è interpretata da Brianna Riccio, Gianna Riccio e Paisley Day Herrera, doppiata da Greta Fronzi: figlia piccola di Ben e Grace. Scompare al termine della terza stagione per poi ricomparire con un ruolo maggiore nella quarta.

#### Introdotti nella terza stagione
- Sarah Fitz (stagione 3), interpretata da Lauren Norvelle, doppiata da Irene Trotta: la figlia del Maggiore che inizia a frequentare Jared dopo aver cercato il NYPD per indagare sulla scomparsa di sua madre.
- Aria Gupta (stagioni 3-4), interpretata da Mahira Kakkar, doppiata da Monica Migliori: scienziata a capo della task force Project Eureka 828 della NSA.
- Eagan Tehrani (stagioni 3-4), interpretato da Ali Lopez-Sohaili, doppiato da Marco Barbato: un passeggero dell'828 con una memoria fotografica che si allinea con diversi passeggeri dell'828 in opposizione alla leadership di Ben.
- Levi (stagione 3), interpretato da William Peltz, doppiato da Federico Campaiola: ricercatore di reperti egizi che aiuta Olive per scoprire la verità sul volo. Ha una breve relazione con Olive, che finisce dopo che viene baciato da Angelina.

#### Introdotti nella quarta stagione
- Henry Kim (stagione 4), interpretato da Clem Cheung: passeggero asiatico dell'828, dato per morto a Singapore e sfuggito alle sperimentazioni del governo cinese.
- Violet Wheeler (stagione 4), interpretata da Sarah Marie Rodriguez: una passeggera dell'828 che prova attrazione per Cal. Verrà uccisa dai genitori di Angelina.
- Polly (stagione 4), interpretata da Naaji Sky Adzimah: una passeggera dell'828, dà alla luce una bambina nel centro di detenzione dei passeggeri.

## Produzione

### Sviluppo
Il 23 agosto 2017, NBC commissionò un episodio pilota alla produzione, scritto e prodotto dall'ideatore Jeff Rake, insieme a Robert Zemeckis e Jack Rapke. L'episodio è stato ordinato ufficialmente il 23 gennaio 2018, diretto da David Frankel.
Il 10 maggio 2018 è stata ordinata una prima stagione completa di 13 episodi, con una prima nel terzo trimestre dello stesso anno e una fascia oraria del lunedì alle 22:00. Il 19 giugno è stata fissata la prima della serie per il 24 settembre. Il 18 ottobre seguente vengono ordinati altri tre episodi, portando il numero a 16.
Il 15 aprile 2019, la NBC ha rinnovato la serie per una seconda stagione, che è stata presentata per la prima volta il 6 gennaio 2020. Il 15 giugno dello stesso anno, la NBC ha rinnovato la serie per una terza stagione che ha debuttato il 1º aprile 2021.

### Casting

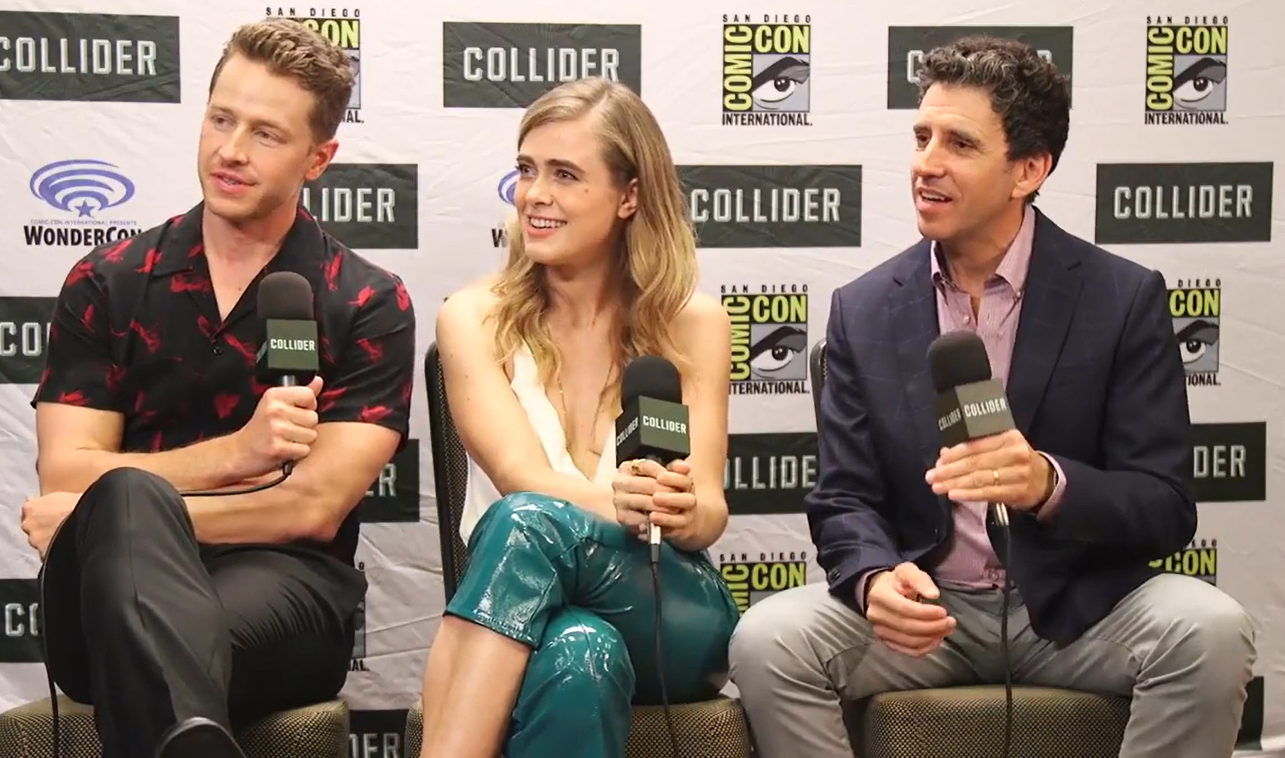
Josh Dallas, Melissa Roxburgh e Jeff Rake al San Diego Comic-Con nel 2018

Nel febbraio 2018, fu annunciato che Josh Dallas, Melissa Roxburgh e J. R. Ramirez si erano uniti al cast dell'episodio pilota. Nel marzo 2018, venne annunciato che Athena Karkanis, Parveen Kaur e Luna Blaise erano state scelte per il cast principale. Nell'agosto 2019, venne annunciato che Yasha Jackson, Garrett Wareing, Andrene Ward-Hammond ed Ellen Tamaki sono stati scelti per ruoli ricorrenti per la seconda stagione. Nell'ottobre 2019, Leah Gibson e Carl Lundstedt erano stati scelti per i ruoli ricorrenti. Il 22 settembre 2020, Holly Taylor è stata scelta come una nuova serie regolare per la terza stagione. Il 22 ottobre 2020, Will Peltz è stato scelto per un ruolo ricorrente per la terza stagione.

### Cancellazione e salvataggio
Il 14 giugno 2021 la NBC annuncia la cancellazione della serie dopo solo 3 stagioni, a fronte di un ordine iniziale di sei. Il giorno seguente Jeff Rake, il creatore della serie, si dichiara rammaricato dalla scelta della rete di cancellarla, sperando in un suo salvataggio. La settimana successiva il sito Deadline Hollywood fa sapere che Warner Bros. Television aveva provato a salvare la serie cercando di trovare un accordo con Netflix, tentativo che tuttavia non aveva portato a nulla, portando la rete a confermare ulteriormente la cancellazione della serie, stavolta in maniera definitiva. Anche Jeff Rake su Twitter comunica in un post la cancellazione della serie, ringraziando i fan. Il 21 giugno 2021 la Warner Bros. ha annunciato che le trattative con Netflix erano fallite e che non avrebbero più cercato una nuova casa per la serie. La settimana successiva, Jeff Rake ha seguito lo stato relativo alla conclusione corretta della serie, affermando che: Stiamo cercando di trovare un modo per concludere la serie. Potrebbe volerci una settimana, un mese, un anno. Ma noi non ci arrendiamo. Meritano la fine della storia.
Il 30 giugno 2021, Entertainment Weekly ha riferito che Jeff Rake stava cercando una piattaforma per finanziare la serie con una durata di due ore e che sarebbe andato al sodo e avrebbe risolto tutte le questioni in sospeso del finale della terza stagione. Jeff Rake ha detto: C'è un grande appetito per le persone che vogliono sapere qual è la fine della storia, cosa è successo ai passeggeri, cosa è successo alla fine a quell'aereo.
Il 28 agosto 2021 Netflix annuncia che produrrà una quarta e ultima stagione composta da 20 episodi. I diritti della serie attualmente appartengono a Warner Bros. Television; tuttavia, il sito Deadline Hollywood fa sapere che la serie continuerà ad appartenere alla casa di produzione americana in ogni paese in cui è trasmessa fino a che i diritti di chi la trasmette non scadranno, per poi successivamente passare totalmente a Netflix.

## Promozione
Il 13 maggio 2018 venne pubblicato il primo trailer ufficiale della serie. Il 21 luglio dello stesso anno, la serie ha avuto una pubblica illustrazione al San Diego Comic-Con International. Tra i presenti c'erano il produttore esecutivo e ideatore della serie Jeff Rake e gli attori Melissa Roxburgh e Josh Dallas.
Il 28 agosto 2018 sono stati presentati i primi 9 minuti dell'episodio pilota su alcune piattaforme digitali. La serie ha anche preso parte alla dodicesima edizione delle anteprime televisive autunnali del PaleyFest il 10 settembre dello stesso anno, che prevedeva una proiezione in anteprima della serie.

## Accoglienza

### Critica
La serie è stata accolta con una risposta mista da parte della critica al momento della sua prima. Sul sito web di aggregazione delle recensioni Rotten Tomatoes, la prima stagione ha un indice di gradimento del 56% con una valutazione media di 6,2/10, basata su 39 recensioni. Il consenso critico del sito web recita: I tentativi di Manifest di bilanciare il mistero soprannaturale e il melodramma funzionano in gran parte grazie al suo cast ben scelto, anche se potrebbe utilizzare alcune caratteristiche distintive in più. Metacritic, che utilizza una media ponderata, ha assegnato alla serie un punteggio di 55 su 100 basato su 15 critici, indicando recensioni contrastanti o nella media.
In una valutazione più positiva, Kelly Lawler di USA Today ha spiegato come ritenesse che la semplicità e la varietà di sottogeneri drammatici della serie avrebbero potuto aiutarla a sopravvivere a spettacoli passati a tema simile ma alla fine senza successo. Ha inoltre elogiato la serie per aver mantenuto lo standard di qualità fissato con il suo primo episodio dicendo: Gli spettacoli fortemente serializzati, come Lost, Breaking Bad o Game of Thrones spesso iniziano con un ottimo concetto e il primo episodio. Ma molti spettacoli minori crollano quando la storia si espande. Manifest ha attraversato il suo primo grande ostacolo passando facilmente dall'impostazione a storie più carnose. In un'altra valutazione favorevole, Variety Daniel D'Addario ha commentato che il pilota non fingeva di avere risposte; pone solo domande. Ma la sua curiosità e volontà di essere audace e abbastanza poco cinica date tutte le cose che sta cercando di essere è più che benvenuta. In una critica mista, Lorraine Ali del Los Angeles Times ha osservato che la serie aveva una premessa convincente e che i molti misteri che ha introdotto puntano verso una serie potenzialmente avvincente se Manifest consente alla sua avvincente narrativa soprannaturale di superare i suoi personaggi drammi personali meno interessanti. In una recensione negativa, Hank Stuever del Washington Postha confrontato negativamente la serie con altre serie di fantascienza in rete dicendo: Manifest, ahimè, si dirige sconsideratamente verso la sua idea più bizzarra, quando alcuni dei passeggeri di ritorno scoprono di aver acquisito poteri psichici. Proprio così, uno spettatore che potrebbe essere interessato a all'elemento umano viene invece servito un piatto freddo di carne misteriosa: non il nuovo Lost, ma un debole ritorno a fallimenti dimenticabili come The Event. In una valutazione altrettanto sprezzante, Margaret Lyons del The New York Times ha commentato che Manifest ha una frustrante mancanza di propulsione, un'ottusità centrale il cui campo di forza è così forte da piegare tutte le parti interessanti verso se stesso.

## Distribuzione

### Stati Uniti
La serie va in onda dal 24 settembre 2018: la prime tre stagioni sono state trasmesse sulla NBC rispettivamente la prima dal 24 settembre 2018 al 18 febbraio 2019, la seconda dal 6 gennaio al 6 aprile 2020, la terza dal 1º aprile al 10 giugno 2021, mentre la quarta stagione è stata distribuita sulla piattaforma Netflix dal 4 novembre 2022.
Composizione episodi
La serie è composta da quattro stagioni di 62 episodi, ognuna delle quali ha una durata che varia dai 42 ai 50 minuti circa: la prima stagione comprende i primi 16 episodi, la seconda stagione 13, la terza stagione 13, mentre la quarta stagione i rimanenti 20.

### Italia
In Italia la serie va in onda dal 1º ottobre 2018. Le prime tre stagioni sono state trasmesse su Premium Stories: la prima dal 1º ottobre 2018 al 25 febbraio 2019, la seconda  dal 16 gennaio al 26 marzo 2020, la terza  dal 19 aprile al 12 luglio 2021. La quarta stagione è stata invece distribuita sulla piattaforma Netflix tra novembre 2022 e giugno 2023 a causa della chiusura del canale.
In chiaro la serie va in onda su Canale 5 dal 3 luglio 2019: la prima stagione è stata trasmessa in prima serata dal 3 al 31 luglio 2019, la seconda dal 10 al 31 luglio 2020 (i primi sette episodi sono stati trasmessi in prima serata, mentre i rimanenti sei episodi sono stati trasmessi in seconda serata a causa dei bassi ascolti), la terza va in onda in seconda serata dal 23 gennaio 2022. La quarta stagione va in onda su Italia 1 tra giugno e novembre del 2023.
Il 1º gennaio 2022 le prime tre stagioni sono state rese disponibili su Netflix mentre la quarta stagione viene rilasciata suddivisa in due parti: la prima dal 4 novembre 2022 e la seconda dal 2 giugno 2023.
Composizione episodi
In Italia la serie è composta dalle stesse quattro stagioni di 62 episodi, ognuna delle quali ha una durata che varia dai 42 ai 50 minuti circa: la prima stagione comprende i primi 16 episodi, la seconda stagione 13, la terza stagione 13, mentre la quarta stagione i rimanenti 20.

## Riconoscimenti
Saturn Award
- 2019: Candidatura come Miglior serie televisiva di fantascienza per Manifest[70]

Imagen Awards
- 2019: Candidatura come Miglior serie televisiva drammatica di prima serata per Manifest[71]